# Игуманија Ефросинија (Миладиновић)
Ефросинија Миладиновић (Бачко Градиште, 24. април 1906 — Манастир Грнчарица, 7. април 1996) била је монахиња Српске православне цркве и старешина Манастира Грнчарице.

## Биографија
Игуманија Ефросинија (Миладиновић) рођена је 26. априла 1906. године у Бачком Градишту, од побожних родитеља оца Тиме и мајке Јелене, детињство је провела у Бачком Градишту, где је стекла основно образовање. Приликом крштења је добила име Јелена.
Свој монашки пут започиње 1922. године када долази у Манастир Чукојевац као искушеница код тадашње схи-игуманије Јефимије (Мићић). Почетком 1932. године по жељи игуманије Јефимије прелазе у Манастир Дивљане код Беле Паланке, код игуманије Диодоре. По потреби службе 14. априла 1932. године прелазе у Манастир Темску код Пирота. Замонашена је 3. маја 1932. године у расфорни постриг од епископа нишкога господина Доситеја (Васића). Приликом монашења је добила монашко име Ефросинија.
Наредне 1933. године монахиња Ефросинија са сестрама прелази у Манастир Ковиљ код Новог Сада, где остаје све до 1941. године, када бивају протеране од Мађара и прелазе у Манастир Фенек на Фрушкој гори. У пролеће 1942. монахиња Ефросинија прелази у Манастир Свете Петке Изворске код Параћина, и ту остаје до 1945. г.
Одлуком митрополита скопскога господина Јосифа (Цвијовића), 21. јануара 1946. године монахиња Ефросинија постављена је за игуманију Манастира Грнчарице код Баточине. Мати Ефросинија са собом је повела монахиња Меланију са две искушенице. Заслугом игуманије Ефросиније са њеном великим трудом и подвигом са сестрама је обновила стари конак и сазидала два нова. Економски манастир је из године у годину јачао.
Упокојила се у Господу 7. априла 1996. године у Манастиру Грнчарици, сахрањена је на монашком гробљу. Опело су служили епископ шумадијски др Сава (Вуковић), епископ осјечко-пољски и барањски Лукијан (Владулов), уз саслужење више свештеника, свештеномонаха, монахиња и верног народа и поштоваоца игуманије Ефросиније.